# Кошкина, Марина
Марина Кошкина (англ. Marina Epley; род. 7 февраля 1985, Ярославль) — американская и российская писательница.

## Биография
Родилась и окончила школу в Ярославле. Окончила факультет русской филологии и культуры Ярославского государственного педагогического университета им. К. Д. Ушинского по специальности «журналистика». Прозу публиковала в журнале «Континент».
Участвовала в 4-м форуме молодых писателей в Липках. Финалист независимой литературной премии «Дебют», 2005, в номинации «Крупная проза». Лауреат премии «Эврика!» (2008): диплом «За высокий уровень литературного мастерства и оригинальное воплощение вечных тем».
Живёт в США, пишет прозу на английском языке в жанровом формате «литература для подростков, научная фантастика, антиутопия».

## Критические отзывы о прозе
«„Без слёз“, конечно, сильнее, чем первая повесть Кошкиной, но, с другой стороны, в „Химерах“ было больше разнообразных, разнохарактерных персонажей, шире был авторский взгляд. Но тогда не хватало мастерства писать хорошо, убедительно… Во всяком случае, я по-прежнему уверен, что Кошкина человек талантливый, и талант этот, надеюсь, не будет зарыт. Во всяком случае, все условия, чтоб стать писателем настоящим, у Марины Кошкиной есть».
«Добро пожаловать в ещё один тщательно выписанный ад. Отмечу, что главный герой тут — мальчик-подросток. Достоверной оставленности-ненависти, крови, грязи, „сгоревших душ“ и искромсанных тел тут, будьте покойны, достаточно. Даже если они „из дурного сна“. И „социальный срез“ здесь точен, как шов работы хорошего хирурга. И психологическое погружение в душу этого самого подростка — „с головой“» (о повести «Без слёз»).
«Её герои, ещё старшеклассники, пьют, курят, колют вены и идут в ночь бить врагов арматурой. И родители ничего не могут поделать. <…> М. Кошкина <…> реалист. Но и романтик тоже. Ведь и Илья, и Нелли, и самовлюблённая Лиза не приемлют общество и себя от него отстраняют. Однако в конце повести „Химеры“ (всё построение так называемой новой жизни здесь, по сути, — химера, неосуществлённая мечта) мир Анечки, уже умершей от передоза, отступает на второй план. Довлеет оптимистическое настроение. Три выпускника, счастливые, бредут после вечера по ночному городу и смотрят в будущее. „Мы вступаем в эту жизнь вместе, втроём. Молодые чудовища. (Не античные ли химеры имеются в виду?) (Или заигравшиеся зубастые котята?) Потрёпанные, виноватые, разочаровавшиеся во многом, очарованные многим, думающие о многом. Заслуживающие, может быть, наказания за что-то“».
«Жёсткое видение драматизма жизни и предельное заострение ситуаций характеризует прозу феноменально одарённой Марины Кошкиной. Сила Кошкиной — в образной пластике и — особенно — в эффектном сюжетостроении. Лепка характера в каскаде острых ситуаций».

## Сочинения
- Химеры // Континент. 2005. № 3 (125).
- Без слёз // Континент. 2006. № 3 (129) (то же: Периметр счастья. Повести. М., 2007. Стр. 252-341).